# Japanther
Japanther är ett amerikanskt noiserockband från Brooklyn.

## Medlemmar
- Ian Vanek - trummor, sång
- Matt Reily - bas, keyboard, sång

## Diskografi
Studioalbum
- 2003 - Dump the Body in Rikki Lake
- 2003 - Leather Wings
- 2004 - Japanther / Viking Club (delad album med Viking Club)
- 2005 - Master of Pigeons
- 2005 - Wolfenswan
- 2006 - Don't Trust Anyone Over Thirty
- 2007 - Skuffed Up My Huffy
- 2008 - Tut Tut, Now Shake Ya Butt
- 2010 - Rock 'n' Roll Ice Cream
- 2011 - Beets, Limes and Rice
- 2013 - Eat Like Lisa Act Like Bart
- 2014 - Instant Money Magic
- 2016 - Boom For Real

EP
- 2001 - The Last of the Living Land Pirates (CD-R)
- 2002 - South of Northport
- 2004 - The Operating Manual for Life on Earth
- 2004 - Japanther / The Sneeze (delad 7" EP med The Sneeze)
- 2005 - Yer Living Grave
- 2006 - Tour (delad 7" EP med The Good Good)

Singlar
- 2003 - Seven Inch Lovers (delad 7" singel med Panthers)
- 2004 - 1-10 (7" vinyl, utgiven i Sverige)
- 2007 - Thunder Jam Number Four / The Gravy (delad 7" singel med Juiceboxxx)
- 2008 - Challenge / Fuk Tha Prince A Pull Iz Dum
- 2008 - Waydwyl / Not At War (delad 7" singel med The Pharmacy)
- 2010 - Divorce / Evil Earth
- 2012 - Internet / Pop Rocks And Soda (Japanther, Ninjasonik)

DVD
- 2008 - Chemical X Zine